# Zamek w Świeciu
Zamek w Świeciu, także Zamek Miecz – zabytkowy zamek na bazaltowym wzgórzu powyżej wsi Świecie (województwo dolnośląskie).

## Historia
Zamek zbudowano prawdopodobnie w XIV w. na polecenia księcia świdnicko-jaworskiego Bernarda w celu ochrony szlaku biegnącego z Łużyc do Lubania i Jeleniej Góry. Był jedną z warowni tzw. Okręgu Kwisy. Wzmiankowany po raz pierwszy w 1329 roku jako castrum Sweta. Utracił znaczenie militarne po włączeniu Górnych Łużyc do korony czeskiej i został własnością prywatną. Nabyła go rodzina von Üchtritz.
Po pożarze w 1527 r. zamek odbudowano w stylu renesansowym. Ponownie przebudowany po pożarze w pierwszej połowie XVIII w., gdy powstał we wschodniej części barokowy pałac. W 1827 r. ponownie spłonął i od tego czasu był już zrujnowany, choć w XX w. jeszcze częściowo użytkowany, gdy urządzono w nim gospodę. Zwiedzanie zamku jest możliwe po zakupie biletu.

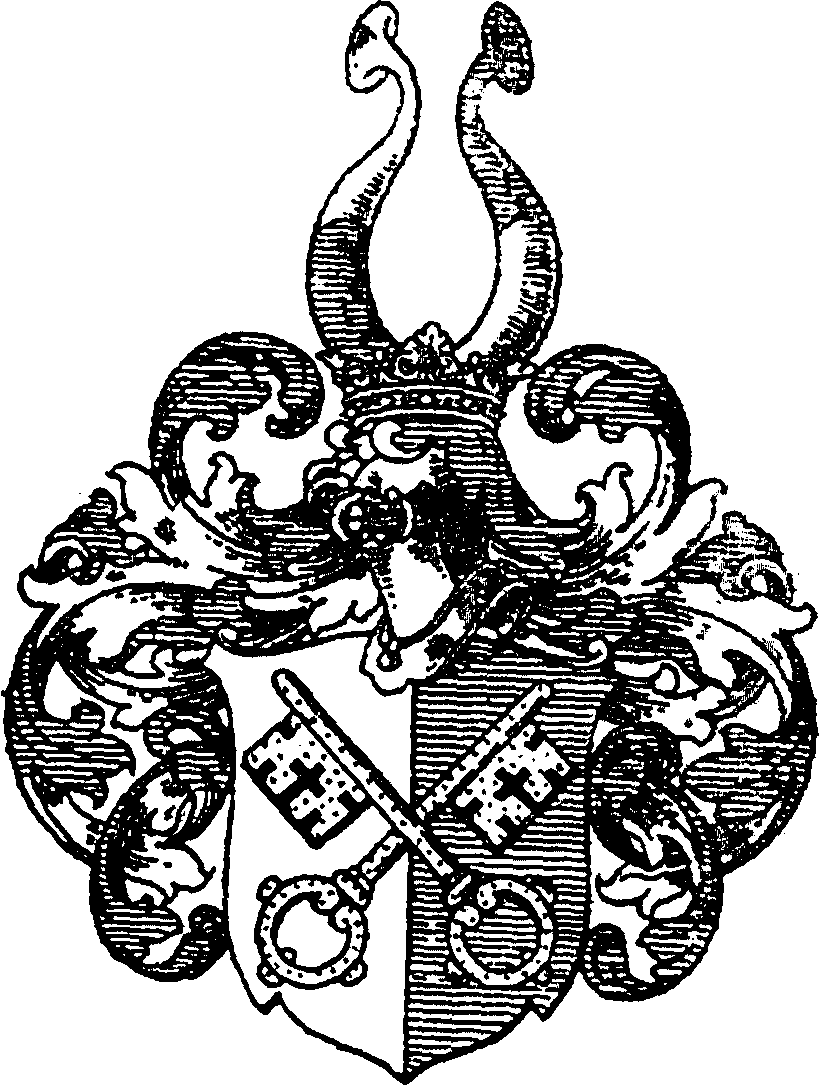
Herb  Üchtritz
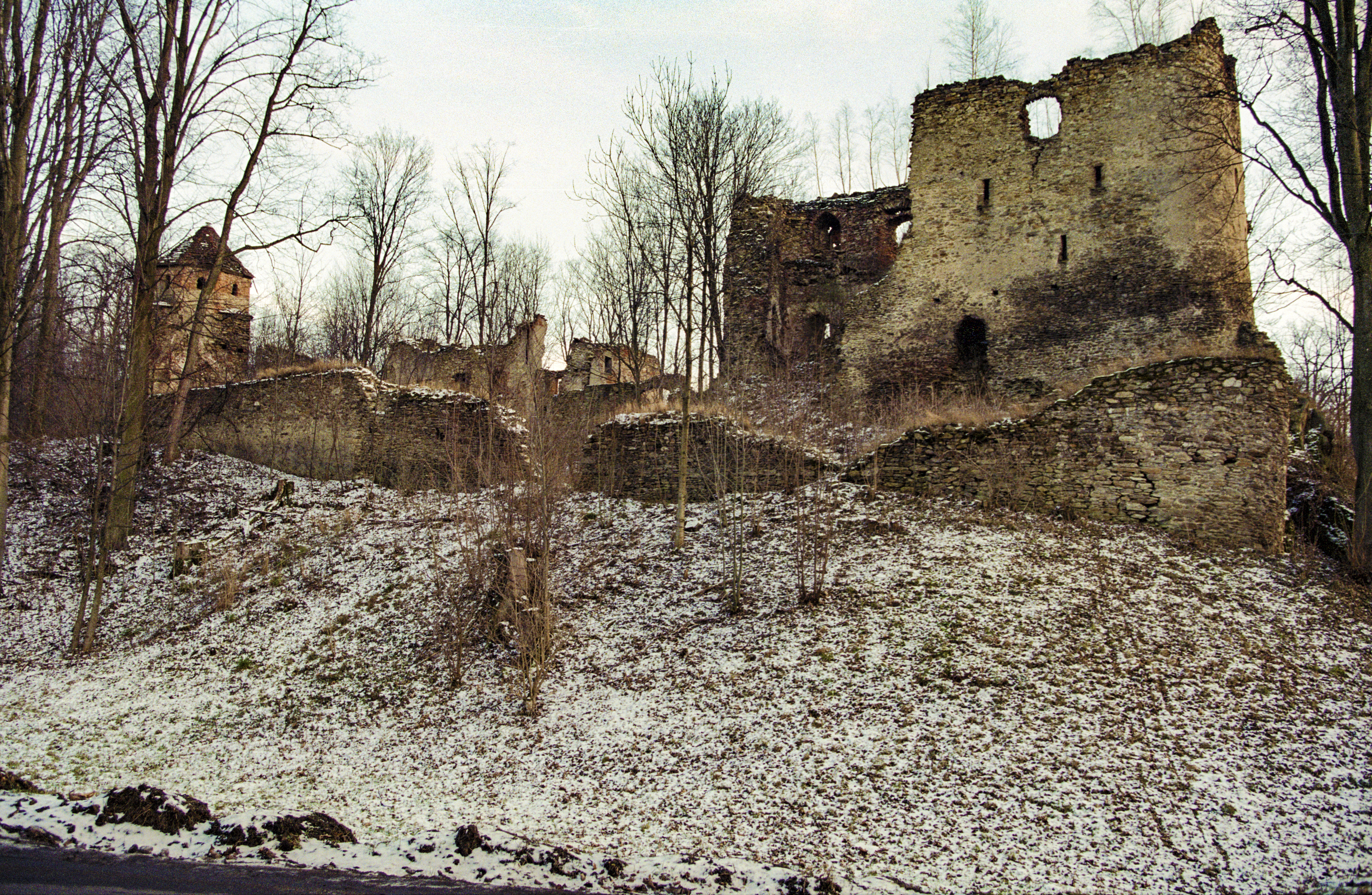
Ruiny przed rekonstrukcją
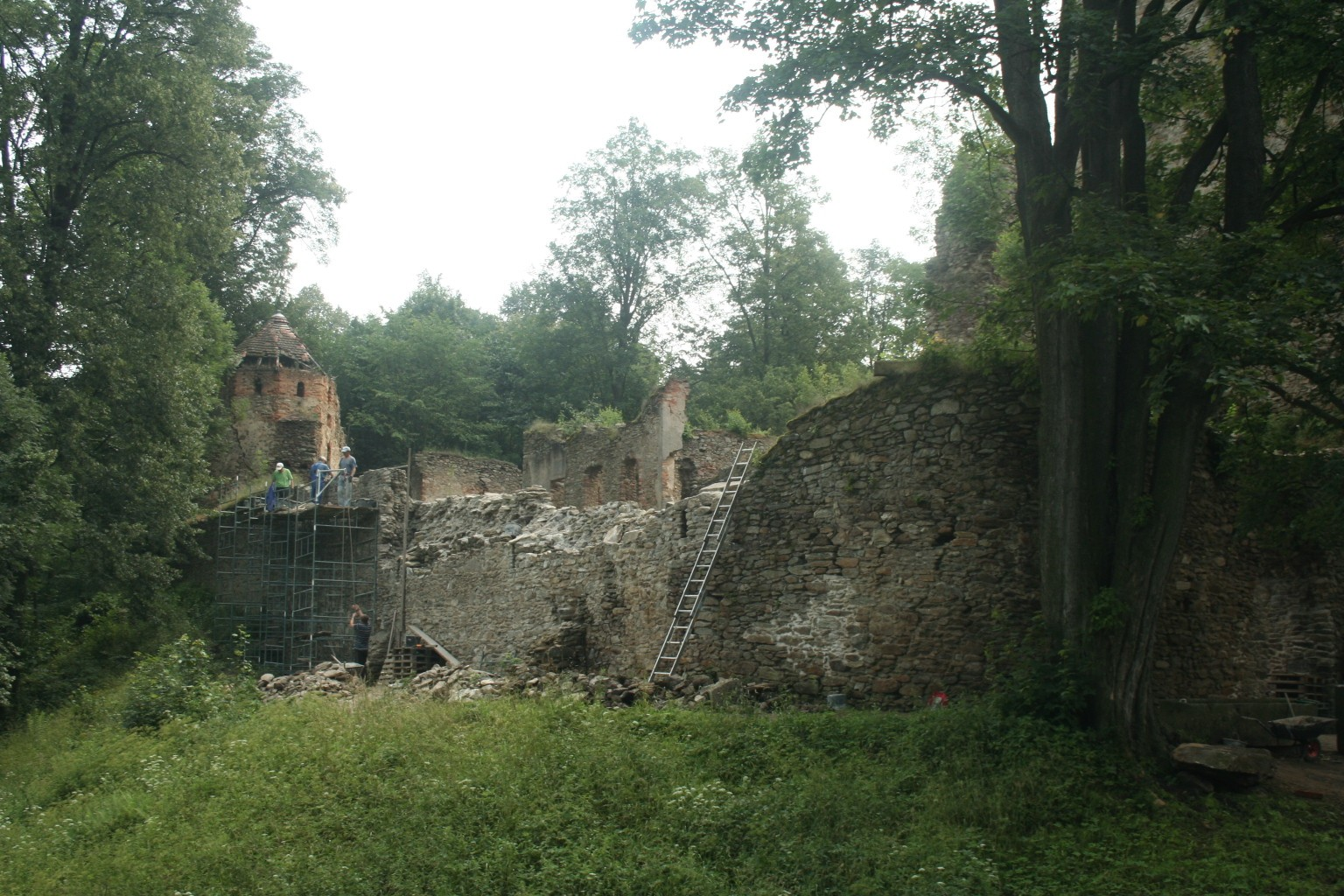
Prace przy odbudowie zamku (2012)
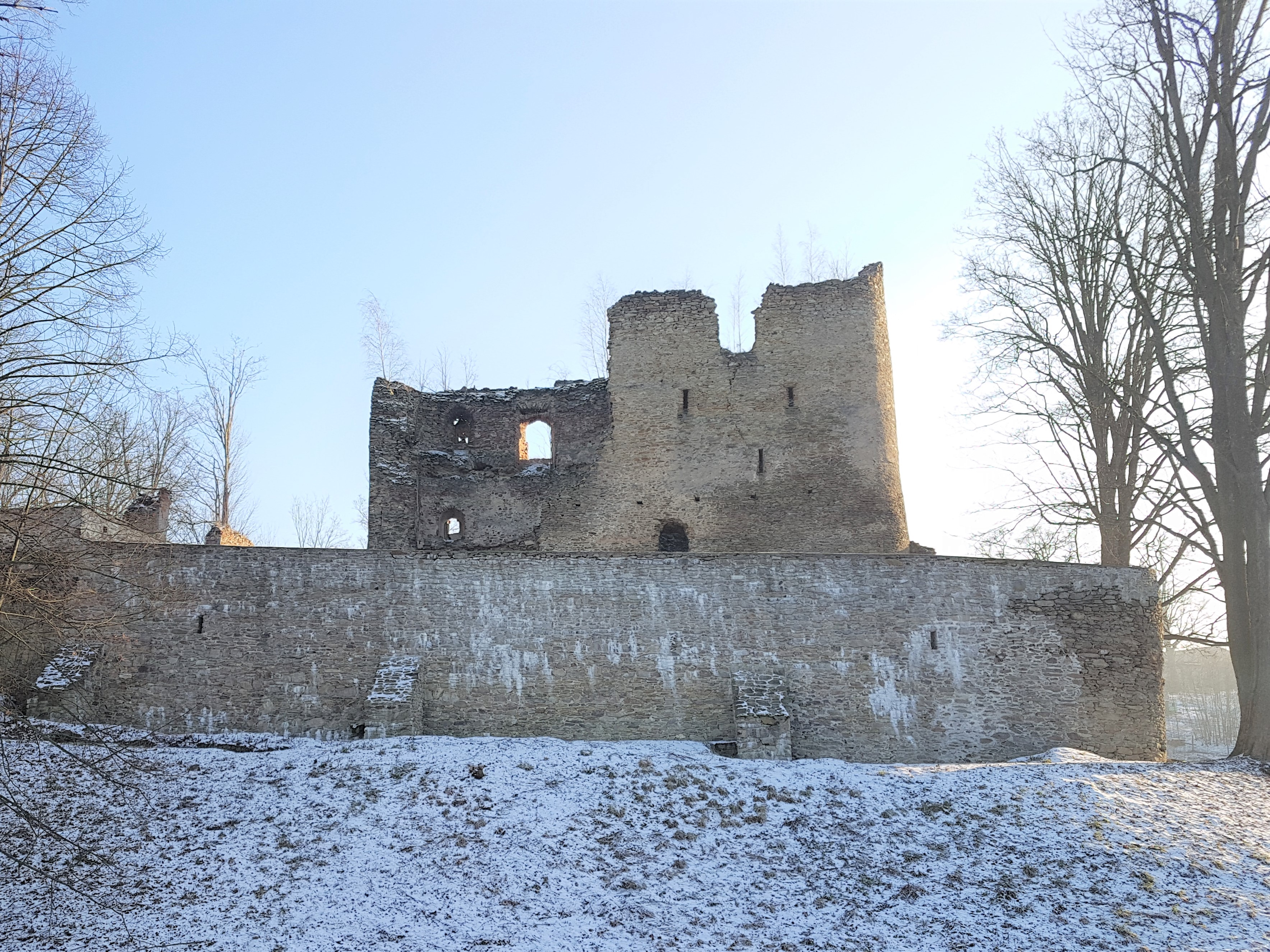
Zamek z odbudowanymi murami (2019)

## Architektura
Ma nieregularnie owalny kształt o dł. ok. 27 m i szerokości 11 m. W skład zamku wchodziły: wieża (zachowana do dziś), budynek mieszkalny w części północno-zachodniej, kaplica i dziedziniec w części wschodniej. Całość umocniona była obwodowym murem obronnym, z bramą od strony zachodniej i fosą, a od południa przylegało do niego podzamcze. W XVIII wieku po kolejnym pożarze zbudowano od strony wschodniej pałac w stylu barokowym.